# Cratere Say
Say  è un cratere sulla superficie di Marte.